# Monte Crockett
Il Monte Crockett (in lingua inglese: Mount Crockett) è un imponente picco montuoso antartico che si innalza fino a circa 3.470 m, situato circa 4 km a est del Monte Astor. È situato nelle Hays Mountains, catena montuosa che fa parte dei Monti della Regina Maud, in Antartide. 
Il picco montuoso fu scoperto dai membri della spedizione geologica guidata da Laurence Gould nel corso della spedizione polare guidata dall'esploratore polare britannico Richard Evelyn Byrd nel 1928-30. La denominazione fu assegnata dallo stesso Byrd in onore di Frederick E. Crockett (1907–1978), membro della componente geologica della spedizione. L'assegnazione del nome è stata spostata in accordo con la posizione assegnata sulle mappe dalla seconda spedizione antartica di Byrd del 1933-35.